# Akromatopsi
Akromatopsi er tab af farvesyn efter læsion i hjernens temporo-occipitale region. Tabet er oftest begrænset til den ene halvdel af synsfeltet eller en kvadrant. Ved venstresidige læsioner er der ofte aleksi. Klinisk kan patienterne klage over, at farverne er blege og udvaskede, eller at de mangler klarhed. I svære tilfælde kan farveperception helt mangle, og patienterne ser da alting som gråt.